# Visage pâle rencontrer public
Albums de Renaud
Putain de camion
(1988) Marchand de cailloux
(1991)
Visage pâle rencontrer public est un album live de Renaud, sorti en 1989.
Toutes les chansons ont été enregistrées lors de la 11e édition du Printemps de Bourges le 2 avril 1989, à l'exception de la chanson Jonathan enregistrée le 22 octobre 1988 au Zénith de Paris.
Un immense chêne artificiel était planté sur scène et servait de support pour Renaud et ses musiciens.

## Liste des titres
| 1.  | Cent ans                   | 3:09 |
| 2.  | Fatigué                    | 5:37 |
| 3.  | Miss Maggie                | 4:46 |
| 4.  | Petite                     | 4:41 |
| 5.  | Tu vas au bal ?            | 5:02 |
| 6.  | Près des auto-tamponneuses | 6:22 |
| 7.  | Morts les enfants          | 4:07 |
| 8.  | La Pêche à la ligne        | 3:27 |
| 9.  | Socialiste                 | 4:15 |
| 10. | Mistral gagnant            | 3:13 |
| 11. | Dès que le vent soufflera  | 4:57 |

| 1. | Triviale poursuite | 7:41 |
| 2. | Il pleut           | 2:41 |
| 3. | Putain de camion   | 4:35 |
| 4. | La Mère à Titi     | 4:40 |
| 5. | Morgane de toi     | 6:50 |
| 6. | Manu               | 3:08 |
| 7. | Me jette pas       | 4:25 |
| 8. | Jonathan           | 4:53 |

## Musiciens et choristes
- François Ovide (guitares + claviers)
- Jean-Louis Roques (accordéon + claviers)
- Jean-Pierre Alarcen (guitares)
- Amaury Blanchard (batterie)
- Michel Galliot (basse)
- Luc Bertin (chœurs)
- Alain Labacci (chœurs)
- Jean-Pierre Pourret (chœurs)

## Certification
| Pays          | Certification | Équivalence/Ventes |
| ------------- | ------------- | ------------------ |
| France (SNEP) | 2x Or         | 200,000            |